# Baletní piškoty

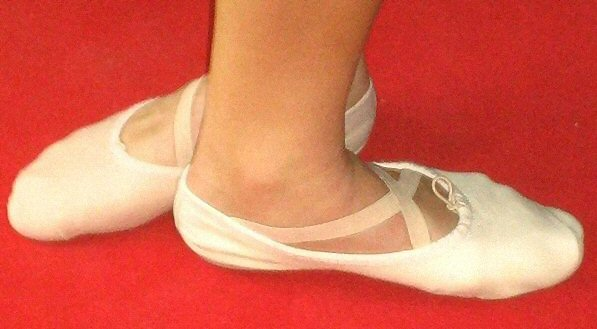
Baletní piškoty

Piškoty jsou základní druh baletní obuvi, na rozdíl od baletních špiček nemají vyztuženou špičku, a nejsou tudíž určeny k tanci na špičkách neboli en pointe.
Piškoty bývají často přirovnávány k jarmilám, jen nemají tvrdé ohraničení. Piškoty jsou přiléhavé, měkké a přizpůsobivé. Jsou k mání v mnoha barvách a tvarech. Pokud jsou piškoty volné vůči noze, baletky a tanečníci si k nim přišívají gumu, aby piškoty byly na svém místě; někdy si také baletky místo gumy přišívají k piškotům bavlněné (ale i saténové) stuhy (tkalouny), v tomto případě se snadno dokáží zaměnit s baletními špičkami. V dnešní době se piškoty vyrábějí z mnoha materiálů – nejčastěji však z plátna, kůže, saténu a někdy i z bavlny.